# Shoshana Eden
Shoshana Bilgoraj Eden (hebr. שושנה עדן)  (ur. 1917 w Borszczowie, zm. 2002 w Hajfie, Izrael) – izraelska malarka pochodzenia polskiego.

## Życiorys
Urodziła się jako córka Malki i Mendla Feursteinów, którzy pochodzili ze Skały. Do Borszczowa przybyli w związku z wybuchem I wojny światowej, po jej zakończeniu powrócili do rodzinnej miejscowości. Ich dom i rodzinne przedsiębiorstwo zostały splądrowane i zniszczone, rodzina żyła w biedzie. W 1925 zmarła matka Shoshany, poza nauką w szkole powszechnej uczęszczała do hebrajskiej szkoły stowarzyszenia „Tarbut”. Ojca nie było stać aby Shoshana mogła kontynuować naukę, poszła więc do pracy a wiedzę uzupełniała czytaniem książek z miejscowej wypożyczalni. Równocześnie zaangażowała się w działalność organizacji syjonistycznych i socjalistycznych, dzięki nim w 1935 wyjechała do mandatu Palestyny. Początkowo mieszkała w młodzieżowej wiosce Ben Shemen, gdzie pracowała jako opiekunka dzieci, a następnie przeprowadziła się do Jerozolimy. W 1940 poślubiła pochodzącego ze Skały Cwi Biłgoraja, rodziny obojga przesłały im listy z gratulacjami, z większością krewnych był to ostatni kontakt – zostali zamordowani po wkroczeniu Niemców. Po ślubie przeprowadzili się do Hajfy, gdzie Cwi pracował jako elektryk, a Shoshana prowadziła dom i wychowywała córki. W 1971 ich młodsza córka Hannah zmarła w wyniku choroby nowotworowej, Shoshana popadła w głęboką depresję. Aby wyrwać ją z marazmu rodzina postanowiła skierować ją na lekcje rysunku i sztuki malarskiej u Gitit Harel, dzięki którym odnalazła sens życia. Malarstwo stało się najważniejszą częścią jej życia, zaczęła tworzyć naiwne obrazy w małej i średniej skali. Przedstawiała na nich wspomnienia z dzieciństwa i młodości, sceny z codziennego życia w małym żydowskim miasteczku we wschodniej Polsce z punktu widzenia młodej dziewczyny. Shoshana Eden przedstawiała w swoich obrazach postacie z rodziny i znajomych ze Skały, był to pewien rodzaj hołdu oddawanego zamordowanym podczas Holokaustu bliskim, sposób pośmiertnego uwiecznienia ich. Na początku lat 80. XX wieku zaczęła mieć problemy ze wzrokiem, a będąc perfekcjonistką przestała tworzyć. W 1996 wystawa jej prac miała miejsce w Muzeum Mane Katz w Hajfie.
Mimo naiwnego charakteru obrazy Shoshany Eden są ważnym upamiętnieniem obyczajów i sposobu życia społeczności żydowskiej w Polsce przed wybuchem II wojny światowej.
Shoshana Eden zmarła w Hajfie w 2002.